# 修女安魂曲 (福克纳)
《修女安魂曲》（英語：Requiem for a Nun）是威廉·福克纳的一部长篇小说，但实际上是一部三幕剧。这也是福克纳唯一的戏剧作品。故事的主角是曾于《圣殿》中出现的谭波尔，这时已嫁给葛文·史蒂文斯。她被旧日情人的弟弟手持往日的情书敲诈，违愿与其私奔。黑人女仆南茜不让谭波尔离开，杀死了她的孩子。谭波尔觉得错全在自己，向州长祈求赦免南茜的死罪，却终于失败。
福克纳曾在给琼·威廉斯的信中提到创作此剧的计划，并于1950年2月寄给后者该剧大纲，5月又寄给她一部分手稿。5月15日他去信出版商，说可以写成一本小说。1951年6月他将此书送去发排，引起了一位年轻舞台监督的兴趣，7月福克纳参与了改编剧本。9月他通过露丝·福特结识了阿尔伯特·马儿，后者答应筹划该剧的演出。11月，彩排开始了。1952年1月10日和2月24日，该剧于波士顿、纽约公演。